# Hetaeria xenantha
Hetaeria xenantha är en orkidéart som beskrevs av Jisaburo Ohwi och Tetsuo Michael Koyama. Hetaeria xenantha ingår i släktet Hetaeria och familjen orkidéer. Inga underarter finns listade i Catalogue of Life.